# Tom Brown w Oksfordzie
Tom Brown w Oksfordzie (ang. Tom Brown at Oxford) – powieść Thomasa Hughesa opublikowana po raz pierwszy w odcinkach w Macmillan’s Magazine w listopadzie 1859 roku, wydana w formie książkowej w trzech tomach w 1861 roku. Książka stanowi kontynuację powieści Szkolne lata Toma Browna z 1857 roku.

## Historia
Od 1842 do 1845 roku autor książki uczęszczał do Oriel College w Oksfordzie i powieść przedstawia obraz tamtejszego życia uniwersyteckiego. Historię głównego bohatera – Toma Browna, pokazano z perspektywy studiowania w fikcyjnym St Ambrose’s College w połowie XIX wieku.
Ilustracje do książki wykonał Sydney Prior Hall, brytyjski rysownik i malarz portretowy, jeden z czołowych artystów późnego okresu wiktoriańskiego.

## Wydania
Powieść została pierwotnie opublikowana w odcinkach w okresie 1859–1861 na łamach miesięcznika „Macmillan’s Magazine”. Pierwsze pełne wydanie książkowe, złożone z pięćdziesięciu rozdziałów w trzech tomach, ukazało się w 1861 roku w Macmillan & Co., Cambridge oraz Ticknor & Fields, ze wznowieniami w 1863 i 1865 roku. Nakładem Harper Bros. powieść opublikowano w 1870 oraz 1871 roku. Kolejne wydania powieści pochodziły z 1888, 1889, 1890, 1905, 1914 oraz 1920 roku. W ramach pięciu tomów zatytułowanych „Victorian Novels of Oxbridge Life” powieść opublikowano nakładem wydawnictwa Thoemmes w 2004 roku.
Pierwsze tłumaczenie powieści zostało wykonane na język francuski w 1881 roku, prawdopodobnie przez Jules’a Marie Alfreda Girardina.
W Wielkiej Brytanii, razem z powieścią Szkolne lata Toma Browna, powieść udostępniona została w ramach serii książek wydawnictwa Wordsworth Classics. Powszechny dostęp do książki zapewniono także poprzez internetową stronę e-bookową w ramach inicjatywy Projekt Gutenberg. Wcześniejszą wersję powieści wydanej w odcinkach udostępnia Hathi Trust. Książka liczy 552 strony.